# Ànec de crinera
L'ànec de crinera (Chenonetta jubata) és un ocell aquàtic de la família dels anàtids (Anàtids) que pot ser albirat per la major part d'Austràlia. És l'única espècie viva del gènere Chenonetta, si bé és coneguda una altra, extinta en època històrica.

## Morfologia
- Fan 45 - 51 cm de llargària, amb l'aspecte d'una oca petita.
- Mascle de color gris amb el cap de color marró fosc i el bec tacat.
- Femella també gris amb una ratlla blanca per sobre de l'ull i altra per sota, i les parts inferiors clapejades.
- Ambdós sexes tenen ales grises amb primàries negres i mirall blanc.

## Hàbitat i distribució
S'ha beneficiat enormement de l'agricultura i la creació de preses. El seu hàbitat inclou aiguamolls amb alguns arbres, pantans, boscos oberts i pastures del continent australià.

## Reproducció
Fan els nius en cavitats als arbres, on ponen 9 – 11 ous de color blanc-crema, semblants als de l'ànec mandarí. La femella els cova, mentre el mascle roman en guàrdia. Una vegada que els ànecs estan a punt per deixar el niu, la femella vola a terra i els aneguets es llancen per seguir als seus pares. Els mascles romanen amb els aneguets i la femella.

## Alimentació
Aquest ànec s'alimenta d'herba i llavors, pasturant fora de l'aigua, cosa inusual entre els ànecs.